# RCA Studio II
RCA Studio II — игровая консоль, разработанная компанией RCA и выпущенная в январе 1977 года. Графика консоли была чёрно-белой и напоминала графику более ранних систем типа Pong. Консоль не имела джойстика или подобного игрового контроллера, вместо этого в корпус консоли было встроено две 10-кнопочных клавиатуры.
Среди особенностей консоли было наличие пяти встроенных игр и питание консоли через шнур для подключения к антенному гнезду телевизора (питание и телевизионный сигнал разделялись в отдельном устройстве на конце шнура). Такой способ подключения применялся редко и впоследствии не встречался до выхода игровой консоли Atari 5200.
Консоль не получила коммерческого успеха. На момент выхода она уже была устаревшей по сравнению с выпущенной ранее Fairchild Channel F. Спустя десять месяцев на рынок также вышла ещё более совершенная консоль Atari 2600. Выпуск RCA Studio II был прекращён в 1979 году.
Устройство и технические характеристики консоли аналогичны микрокомпьютеру COSMAC VIP, выпущенному тем же производителем в том же году.

## Технические характеристики
- Процессор: RCA 1802 на частоте 1.78 МГц
- ОЗУ: 512 байт (обычно 256 для программы и 256 для графики)
- ПЗУ: 2 КБ (содержит пять встроенных игр)
- Видео: на основе видеоконтроллера RCA CDP1861, монохромная графика с разрешением 64×32 пикселей (теоретически до 64×128)
- Звук: встроенный динамик, может воспроизводить звук фиксированной высоты с изменяемой длительностью

## Список игр

### Встроенные
- Addition
- Bowling
- Doodle
- Freeway
- Patterns[2]

### На картриджах
- Baseball
- Bingo (очень редкая, возможно прототип)
- Biorhythm
- Blackjack
- Fun with Numbers
- Gunfighter / Moonship Battle
- Spacewar
- Speedway / Tag
- Tennis / Squash
- TV Schoolhouse I
- TV Schoolhouse II[3]

## См. также

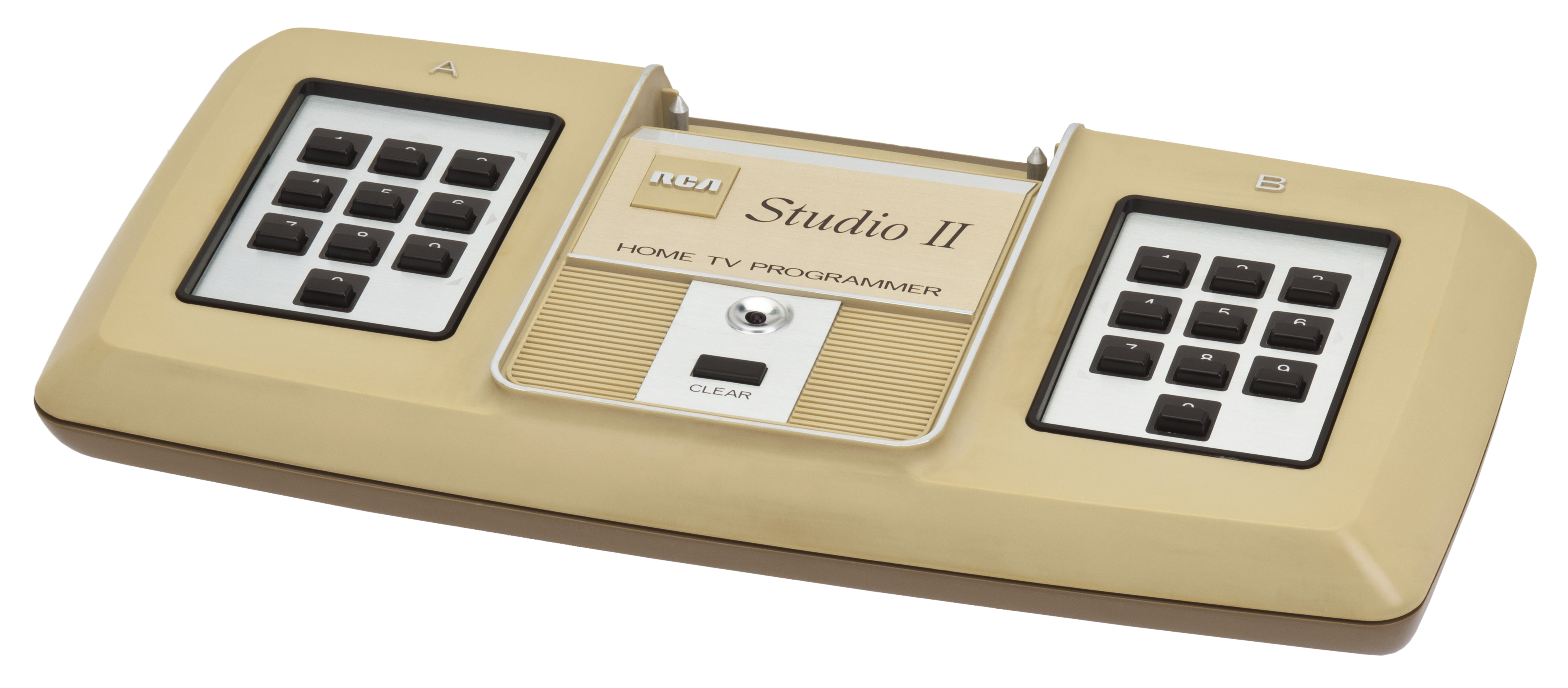
RCA Studio II